# Elidio Cortés
Elidio Cortés Carballo (Junquera de Espadañedo, 8 de enero de 1946 - La Coruña, 13 de octubre de 2006) fue un futbolista español. Jugaba de delantero y su primer club fue el Deportivo La Coruña.

## Carrera
Comenzó su carrera en 1968 jugando para el Deportivo La Coruña. Jugó ahí hasta 1974. En ese año se pasó al Real Oviedo, en donde estuvo jugando hasta el año 1976. Ese año fue fichado para el Cádiz CF, en donde jugó hasta 1977, cuando ese año se fue al Xerez CD, en donde finalmente colgó las botas al año siguiente.

## Fallecimiento
Falleció en Galicia el  13 de octubre  de 2006  a los 60 años de edad.

## Clubes
| Club                | País   | Año       |
| ------------------- | ------ | --------- |
| Deportivo La Coruña | España | 1968-1974 |
| Real Oviedo         | España | 1974-1976 |
| Cádiz CF            | España | 1976-1977 |
| Xerez CD            | España | 1977-1978 |